# Palau de Preiļi
El Palau de Preiļi (en letó: Preiļu pils) es troba a la regió històrica de Latgàlia, a Preiļi de l'est de Letònia. L'edificació original és del segle xix, l'estructura es va convertir entre 1860 i 1865 a la seva present forma, d'estil Tudor. L'interior va ser destruït en un incendi de febrer de 1978 i no ha estat restaurat.

## Història
La finca inicialment contenia un castell de l'orde Livonià. El comte alemany Von der Borhs va ser el propietari des de 1382 fins al 1864, quan va ser devastat pel tsar rus Ivan el Terrible en el moment de la invasió russa de la segona meitat del segle xvi, durant la Guerra de Livònia. El castell no va ser reconstruït, es va edificar un palau, que va ser incendiat a començaments del segle xviii.
Un dels dos pisos d'estil neogòtic del palau va ser erigit en el lloc al voltant de 1836, segons el projecte arquitectònic d'A. Beleckis i G. Schacht. Més tard, l'edifici va ser remodelat i afegit a l'estructura una torre tipus de castell al costat nord-est. La construcció es va iniciar a començaments del segle xix i va acabar a la dècada de 1860. Al febrer de 1978, el palau va patir un nou incendi.